# لا بسه
لا بسه (به فرانسوی: La Bassée) یک کمون در شمال فرانسه است که در دپارتمان نور قرار دارد.

## افراد سرشناس
لا بسه زادگاه نقاش و طراح فرانسوی لوئی-لئوپولد بوآلی (۱۷۶۱–۱۸۴۵) بود.
بومی دیگری به نام انیاس فرانسوا بروتن (حدود ۱۶۹۰ تا ۱۷۵۱) افسر مستعمراتی، نقشه‌بردار، معمار و مهندس لوئیزیانا (فرانسه نو) بود.
رنه فره تهیه‌کننده، کارگردان و بازیگر فرانسوی (۱۹۴۵ تا ۲۰۱۵) اهل این شهر بود.